# リトルシニア北海道連盟出身の主な選手
リトルシニア北海道連盟出身の主な選手は、少年野球のリトルシニア北海道連盟を卒業したNPBに所属するプロ野球選手の一覧である。

## プロ野球選手
札幌南リトルシニア
- 砂田毅樹：明桜高→横浜DeNA（13育①：14～22）→中日（23～）

札幌北リトルシニア
- 齊藤誠人：札幌光星高→北海道教育大岩見沢校→西武（17育②：18～）

札幌白石リトルシニア
- 伏見寅威：東海大四高→東海大→オリックス（12③：13～22）→日本ハム（23～）
- 瀬川隼郎：北海高→室蘭シャークス→日本ハム（14⑤：15〜17）→日本製鉄室蘭シャークス
- 本前郁也：札幌光星高→北翔大→ロッテ（19育①：20〜）

札幌豊平東リトルシニア
- 川越誠司：北海高(甲)→北海学園大→西武（15②：16～）
- 水野滉也：札幌日大高→東海大北海道→横浜DeNA（16②：17～19引）

札幌新琴似リトルシニア
- 米野智人：北照高→ヤクルト（99③：00～10途）→西武（10途～15）→日本ハム（16引）
- 池田剛基：鵡川高(甲)→日本ハム（02⑦：03～05引）
- 作田啓一：札幌国際情報高→苫小牧駒澤大→巨人（06育⑥：07引）
- 大累進：駒大苫小牧高→道都大→巨人（12②：13～16）→日本ハム（16～18引）
- 小林珠維：東海大札幌高→ソフトバンク（19④：20〜）

石狩中央リトルシニア
- 田代将太郎：東海大四高→八戸大→西武（11⑤：12～17）→ヤクルト（18～20引）

江別リトルシニア
- 山本大貴：北星学園大学附高→三菱自動車岡崎→ロッテ（17③：18〜22）→ヤクルト（22～）

岩見沢リトルシニア
- 白崎浩之：埼玉栄高→駒大→横浜DeNA（12①：13〜18）→オリックス（18〜20）→大分B-リングス（21～22引）
- 大窪士夢：北海高→西武（18育②：19～21引）

旭川北稜リトルシニア
- 武隈祥太：旭川工高(甲)→西武（07高④：08～22引）
- 成瀬功亮：旭川実高(甲)→巨人（10育⑥：11～18引）

空知滝川リトルシニア
- 上村和裕：北照高(甲)→オリックス（00③：01～04）→広島（05～14引）
- 岩谷美里：滝川西高（ソフト）→兵庫スイングスマイリーズ（10～12）→ノース・レイア（13～14）→埼玉アストライア（15～17）→京都フローラ（18～19）→埼玉アストライア(2020)
- 片岡奨人：札幌日大高→東日本国際大→日本ハム（19⑦：20～22引）

釧路リトルシニア
- 佐藤龍世：北海高→富士大→西武（18⑦：19～21）→日本ハム（21～22）→西武（23～）

函館東リトルシニア
- 又野知弥：北照高(甲)→ヤクルト（10④：11〜14引）
- 吉田雄人：北照高(甲)→オリックス（13⑤：14〜18引）
- 伊藤大海：駒大苫小牧高(甲)→駒大中退→苫小牧駒澤大→日本ハム（20①：21〜）

函館港西リトルシニア
- 澤田剛：函館大有斗高→ソフトバンク（93⑤：94〜97引）